# Anna Zherebyateva
Anna Valeryevna Zherebyateva (en russe : Анна Валерьевна Жеребятьева) est une fondeuse russe, née le 24 février 1997 à kouvandyk.

## Biographie
Elle prend part au circuit de la Coupe d'Europe de l'Est à partir de la saison 2015-2016. Aux Championnats du monde junior 2017, elle gagne le titre sur le relais. Double championne du monde junior de rollerski à l'été, elle fait ses débuts en Coupe du monde en décembre 2017 au Ruka Triple, avant de marquer ses premiers points au mois de janvier qui suit au dix kilomètres classique de Planica (28e). Aux Championnats du monde des moins de 23 ans 2018, elle prend la médaille d'argent sur le dix kilomètres classique.
En décembre 2018, elle obtient son premier podium avec le relais en Coupe du monde, à Beitostølen, puis est appelée à prendre part au Tour de ski, avant de signer une dixième place au dix kilomètres classique à Otepää.
Aux Championnats du monde des moins de 23 ans 2019, elle remporte la médaille d'or au quinze kilomètres classique,.
Elle est en couple avec le fondeur à succès Alexander Bolshunov.

## Palmarès

### Coupe du monde
- Meilleur classement général : 64e en 2019.
- Meilleur résultat individuel : 10e.
- 1 podium en relais : 1 deuxième place.

#### Classements par saison
| Saison / Épreuve | Saison / Épreuve | Général | Général | Distance | Distance | Sprint | Sprint |
| Saison / Épreuve | Saison / Épreuve | Class.  | Points  | Class.   | Points   | Class. | Points |
| ---------------- | ---------------- | ------- | ------- | -------- | -------- | ------ | ------ |
| 2018             | 2018             | 88e     | 13      | 66e      | 13       | -      | -      |
| 2019             | 2019             | 64e     | 56      | 50e      | 48       | -      | -      |
| 2020             | 2020             | 100e    | 10      | -        | -        | -      | -      |

### Championnats du monde junior
- Médaille d'or du relais en 2017 à Soldier Hollow.

### Championnats du monde des moins de 23 ans
- Médaille d'or du quinze kilomètres classique en 2019 à Lahti.
- Médaille d'argent du dix kilomètres classique en 2018 à Goms.